# Prion bleu
Halobaena caerulea
Genre
Espèce
Statut de conservation UICN

 LC  : Préoccupation mineure
Le Prion bleu (Halobaena caerulea) ou Pétrel bleu, est une espèce de petits oiseaux marins de la famille des Procellariidae, la seule représentante du genre Halobaena, cependant très proche des prions du genre Pachyptila. C'est une espèce monotypique.

## Description

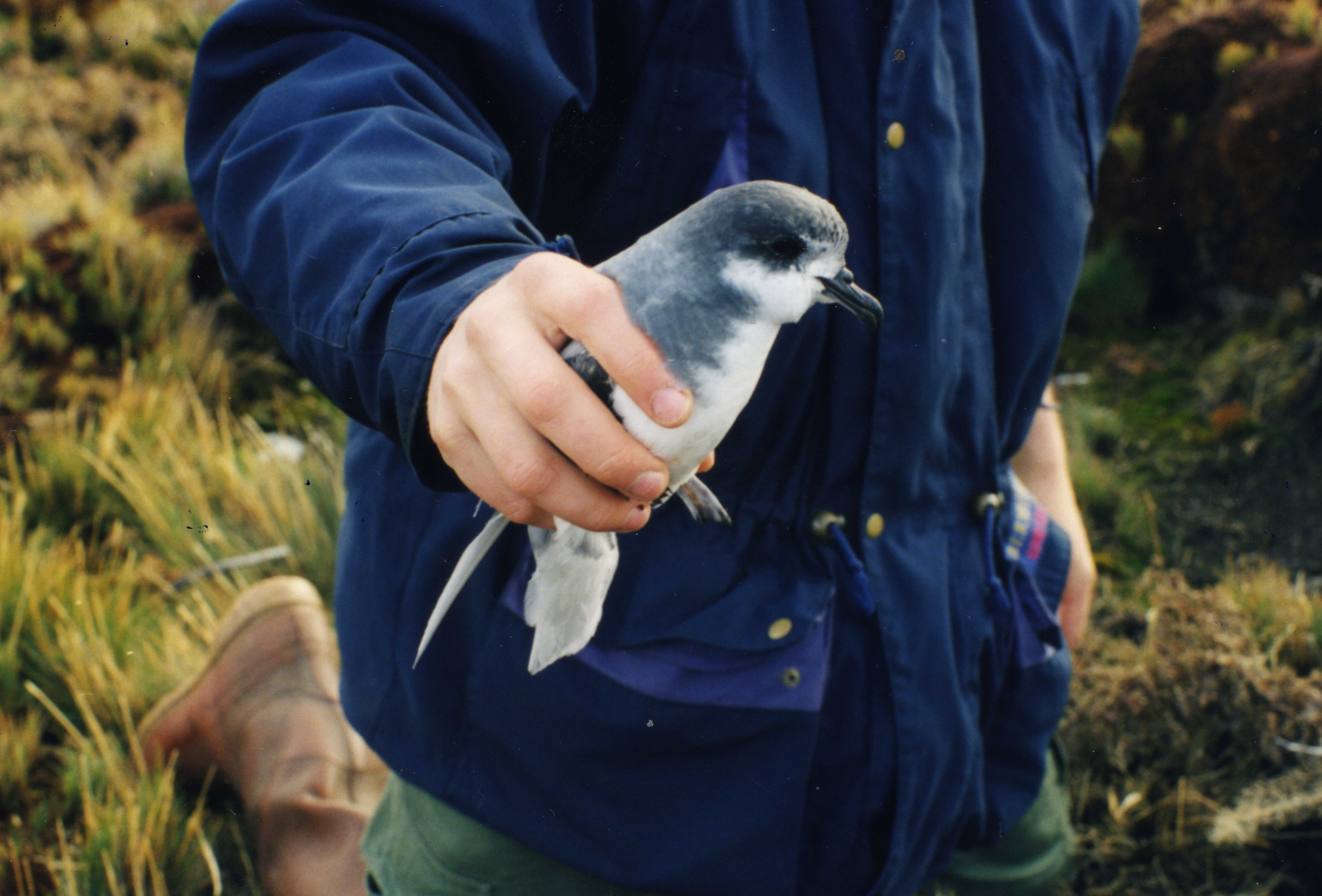
..lors d'une opération de baguage

Son plumage est gris avec le dessous blanc ; l'oiseau se distingue des prions par un bec plus petit et par une queue au bout blanc.

## Nidification
Comme tous les procellaridés, les Prions bleus nichent en grandes colonies qu'ils rejoignent à la nuit pour éviter la prédation des skuas. Les femelles déposent au fond d'un terrier un œuf unique couvé par les deux parents pendant environ 50 jours. Le poussin se développe et s'émancipe au bout de 55 jours.

## Répartition
Les colonies de Prions bleus se rencontrent sur presque toutes les îles sub-antarctiques.
C'est une espèce circumpolaire qui s'alimente près du front polaire antarctique. Ils se rencontrent naturellement à mi-chemin entre l'Antarctique et le sud de l'Afrique, l'Amérique du Sud et l'Australie.

## Alimentation
Ils se nourrissent principalement de krill, mais aussi parfois d'autres crustacés, de poissons ou de calmars qu'ils peuvent aller pêcher en plongeant au moins jusqu'à 6 mètres de profondeur.

## Voir aussi

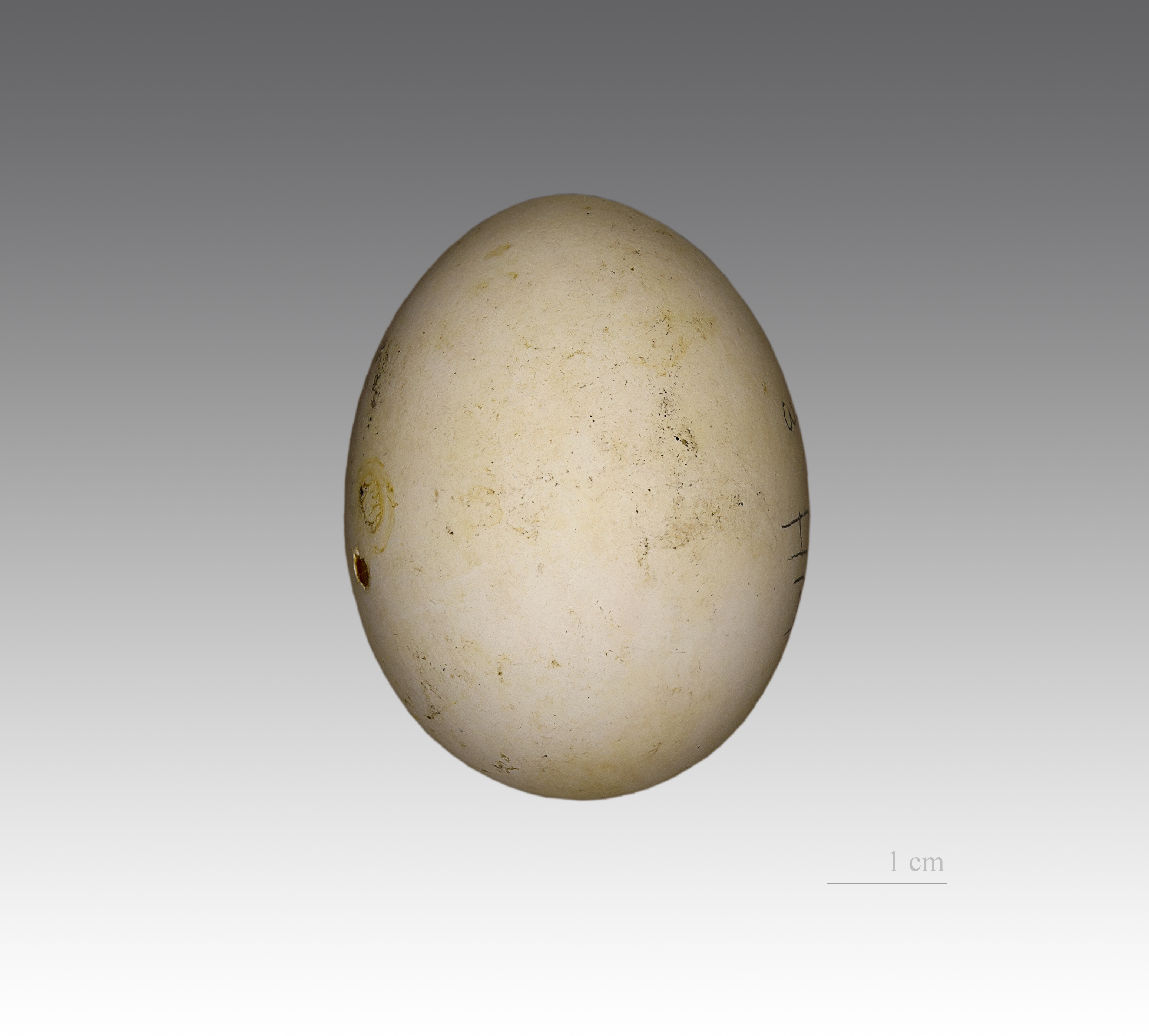
Œuf de Pétrel bleu - Muséum de Toulouse